# Ahool

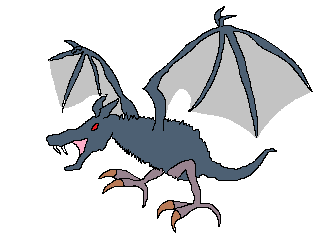
Representação artística de um Ahool

O ahool é um criptídeo, mostrado como um morcego, ou por outras vezes, um pterossauro vivo ou um primata voador. Tal criatura é desconhecida para a ciência e não há nenhuma evidência objetiva de que ele existe, tal como alegado. É citado como habitante das florestas de Java.

## Detalhes
Assim como muitos criptídeos,  o Ahool não é bem documentado, e possui informações de fontes pouco confiáveis - e, neste caso, não existem provas materiais. O criptídeo recebe esse nome por seu chamado "A-hool" (outros relatos dizem que seu chamado diz "ahOOOooool"). Diz-se que o Ahool vive nas florestas de Java , na Indonésia. A criatura é descrita como tendo grandes olhos escuros, grandes garras nos seus antebraços (as estruturas possuem aproximadamente o tamanho de uma criança), e um corpo coberto de uma pelagem cinzenta. É citado com uma envergadura de 3 metros, quase o dobro da envergadura da raposa voadora.
De acordo com Loren Coleman e Jerome Clark, o Ahool foi descrito pela primeira vez por Ernest Bartels. Bartels havia publicado relatos de seu trabalho ao explorar as Montanhas Salak na ilha de Java.

## Explicação
Uma especulação sobre a sua existência pelo criptozoologista Ivan T. Sanderson é a de que o criptídeo poderia ser um parente do kongamato da África. Outros sugeriram que ele fosse um fóssil vivo de pterossauro, por conta de relatos que mostram a criatura como tendo asas de couro. Como hoje é conhecido, muitos dos pterossauros parecem ter asas que estavam cobertas por uma penugem fofa para evitar a perda de calor; este pode ou não ter sido necessário em um ambiente tropical, dependendo do metabolismo desses animais. 
Por outro lado, estudiosos analisam outra explicação para a existência do Ahool. Duas grandes corujas existem em Java, a Coruja-dos-Pagodes (Strix seloputo) e a Coruja-do-mato de Java (Strix leptogrammica bartelsi). Essas espécies são intermediárias em tamanho entre a coruja pintada da América do Norte ou o Aluco da Eurásia, e o bufo-real (coruja-de-chifres), tendo de 40 a 50 cm de comprimento e com uma envergadura de cerca de 3,30 metros.
Essas espécies seriam as mais prováveis soluções do enigma do Ahool: possuem uma cara chata com grandes olhos negros ressaltados por anéis escuros de penas, um bico que se projeta, mas pouco, e, no caso da Coruja-do-mato de Java, possui aspecto castanho-acinzentado quando vista de baixo. Seu chamado é característico, um único grito, dado intermitentemente, e soando como "HOOOH!". Como a maioria das grandes corujas, são altamente territoriais na época de reprodução e irão afugentar os intrusos simulando ataques de cima e de trás. O seu vôo, sendo uma coruja, é quase completamente em silêncio, para que a vítima de tal varredura, geralmente, só perceba a coruja quando essa mergulha com as garras estendidas, e as vítimas teriam tempo para desviar e fugir. A Coruja-do-mato de Java muitas vezes não é observado mesmo pelos ornitólogos, como se esconde durante o dia. É encontrada na remota floresta montanhosa em altitudes em torno de 1.000 a 1.500 metros, e não tolera bem invasões humanas, desmatamento e outras perturbações.